# Brisbane International 2019
Il Brisbane International 2019, conosciuto anche come Brisbane International presented by Suncorp per motivi di sponsorizzazione, è stato un torneo professionistico di tennis che si è giocato all'aperto sul cemento. È stata l'11ª edizione dell'evento conosciuto come Brisbane International. Il torneo ha fatto parte dell'ATP Tour 250 nell'ambito dell'ATP Tour 2019 per gli uomini, e per le donne alla categoria Premier del WTA Tour 2019. Sia il torneo maschile che quello femminile si sono svolti nell'impianto Tennyson Tennis Centre di Brisbane, nella regione del Queensland in Australia, dal 31 dicembre 2018 al 7 gennaio 2019.

## Partecipanti ATP

### Teste di serie
| Nazionalità | Giocatore       | Ranking | Testa di serie* |
| ----------- | --------------- | ------- | --------------- |
| Spagna      | Rafael Nadal    | 2       | 1               |
| Giappone    | Kei Nishikori   | 9       | 2               |
| Regno Unito | Kyle Edmund     | 14      | 3               |
| Russia      | Daniil Medvedev | 16      | 4               |
| Canada      | Milos Raonic    | 18      | 5               |
| Bulgaria    | Grigor Dimitrov | 19      | 6               |
| Australia   | Alex de Minaur  | 31      | 7               |
| Australia   | Nick Kyrgios    | 35      | 8               |

* Ranking al 24 dicembre 2018.

#### Altri partecipanti
I seguenti giocatori hanno ricevuto una wildcard per il tabellone principale:
- Alex Bolt
- James Duckworth
- Alexei Popyrin

I seguenti giocatori hanno avuto accesso al tabellone tramite il ranking protetto:
- Andy Murray
- Jo-Wilfried Tsonga

I seguenti giocatori sono passati dalle qualificazioni:

- Ugo Humbert
- Miomir Kecmanović
- Thanasi Kokkinakis
- Yasutaka Uchiyama

Il seguente giocatore è entrato in tabellone come lucky loser:
- Tarō Daniel

#### Ritiri
Prima del torneo
- Rafael Nadal → sostituito da  Tarō Daniel
- Miša Zverev → sostituito da  Yoshihito Nishioka

## Partecipanti WTA

### Teste di serie
| Nazionalità | Giocatrice           | Ranking* | Testa di serie |
| ----------- | -------------------- | -------- | -------------- |
| Ucraina     | Elina Svitolina      | 4        | 1              |
| Giappone    | Naomi Ōsaka          | 5        | 2              |
| Stati Uniti | Sloane Stephens      | 6        | 3              |
| Rep. Ceca   | Petra Kvitová        | 7        | 4              |
| Rep. Ceca   | Karolína Plíšková    | 8        | 5              |
| Paesi Bassi | Kiki Bertens         | 9        | 6              |
| Russia      | Dar'ja Kasatkina     | 10       | 7              |
| Lettonia    | Anastasija Sevastova | 11       | 8              |

* Ranking al 24 dicembre 2018.

### Altre partecipanti
Le seguenti giocatrici hanno ricevuto una wildcard per il tabellone principale:
- Kimberly Birrell
- Priscilla Hon
- Samantha Stosur

Le seguenti giocatrici sono passate dalle qualificazioni:

- Destanee Aiava
- Marie Bouzková
- Harriet Dart
- Anastasija Potapova

#### Ritiri
Prima del torneo
- Camila Giorgi → sostituita da  Ajla Tomljanović

## Campioni

### Singolare maschile
Kei Nishikori ha battuto in finale  Daniil Medvedev con il punteggio di 6-4, 3-6, 6-2.
- È il dodicesimo titolo in carriera per Nishikori, il primo della stagione.

### Singolare femminile
Karolína Plíšková ha battuto in finale  Lesja Curenko con il punteggio di 4-6, 7-5, 6-2.
- È il dodicesimo titolo in carriera per Plíšková, il primo della stagione.

### Doppio maschile
Marcus Daniell /  Wesley Koolhof hanno battuto in finale  Rajeev Ram /  Joe Salisbury con il punteggio di 6-4, 7–6(6).

### Doppio femminile
Nicole Melichar /  Květa Peschke hanno battuto in finale  Chan Hao-ching /  Latisha Chan con il punteggio di 6-1, 6-1.